# Alma penada

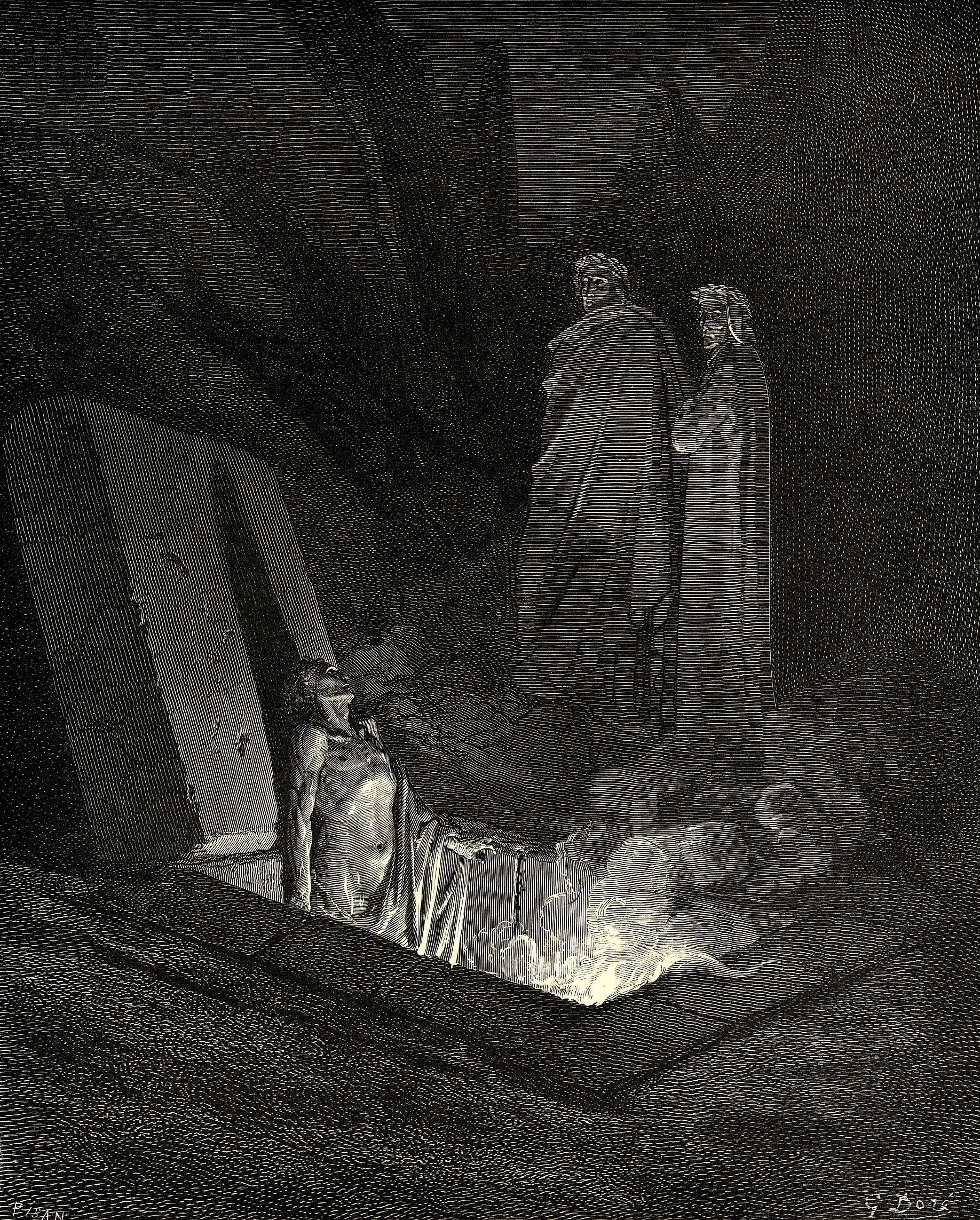
Desenho do Gustave Doré

Alma penada é uma entidade do universo sobrenatural da mitologia portuguesa. As crenças populares reconhecem como sendo o espírito de pessoas falecidas que, tendo deixado compromissos por cumprir na vida terrena, regressam a ela, sob enigmáticas transfigurações (na forma de luzes, vozes, suspiros, animais, vultos imprecisos, caveiras…), apelando ao socorro e à oração de familiares e amigos.
Leite de Vasconcellos escreveu que “as almas daqueles que morrerem sem restituir o que devem voltam a este mundo, por favor de Deus, e imploram de algum amigo e parente que restitua a coisa roubada”.
Nos seus estudos sobre mitologia popular portuguesa, o escritor e etnógrafo Alexandre Parafita interpreta a figura da alma penada como uma inquietação incontornável, perante o mistério da morte, que vigora nas culturas tradicionais cristãs, segundo as quais a alma dos que morrem, após uma existência arredia das convenções divinas, tem assegurado um de dois lugares no Além, consoante a dimensão da sua culpa: o Inferno ou o Purgatório.
E se o primeiro representa um “castigo eterno”, o segundo pode ser “um lugar transitório, sendo permitido que as almas, após um período de purgação das suas faltas, acabem por obter um lugar no Céu”. Para tal, “voltam a este mundo a penar, em busca de auxílios para a resolução dos males que causaram em vida”.
Interpretação semelhante têm encontrado nas culturas tradicionais galegas antropólogos como Gonzalez Reboredo. Segundo este estudioso, a crença nas almas penadas traduz as inquietações de um povo aterrorizado pelos seus próprios delírios, ao mesmo tempo que cumpre uma missão importante na lógica cristã: trata-se de um medo que mitiga outro mais insuportável; os seres humanos aliviam o medo da morte, acreditando que os mortos continuam vivendo.